# Újpest Vízilabda Utánpótlás Sportegyesület
L'Újpest Vízilabda Utánpótlás Sportegyesület, nota più semplicemente come UVSE, è una squadra di pallanuoto di Újpest, in Ungheria. Disputa le proprie partite interne allo Stadio Alfréd Hajós.

## Storia
La società viene fondata nel 2008, in seguito ad una scissione interna all'Újpesti TE, che fallirà tre anni più tardi. Si afferma rapidamente come una delle principali squadre del paese specialmente nel settore femminile, dove ha conquistato otto campionati - di cui sette consecutivi tra il 2015 ed il 2022 - e sette coppe nazionali. A livello internazionale ha al suo attivo una finale di Euro League (persa nel 2016 contro le spagnole del Sabadell) e due successi in Coppa LEN, nel 2017 e nel 2023 (oltre ad una terza finale, persa nel 2019).
Possiede anche una squadra maschile, che partecipa alla prima divisione ungherese senza tuttavia aver mai ottenuto successi di rilievo.

## Squadra Femminile

### Rosa 2024-2025
| N° |                     | Ruolo | Giocatore             |
| -- | ------------------- | ----- | --------------------- |
|    | Ungheria (bandiera) | P     | Alda Magyari          |
|    | Ungheria (bandiera) | P     | Szonja Golopecza      |
|    | Ungheria (bandiera) |       | Vanda Laura Baksa     |
|    | Ungheria (bandiera) |       | Kamilla Faragó        |
|    | Ungheria (bandiera) |       | Nataša Rybanská       |
|    | Ungheria (bandiera) |       | Kinga Peresztegi-Nagy |
|    | Ungheria (bandiera) |       | Rozália Regina Irmes  |
|    | Ungheria (bandiera) |       | Eszter Mácsai         |
|    | Ungheria (bandiera) |       | Nóra Golopencza       |

| N° |                     | Ruolo | Giocatore           |
| -- | ------------------- | ----- | ------------------- |
|    | Ungheria (bandiera) |       | Zelma Sára Kóka     |
|    | Ungheria (bandiera) |       | Kata Hajdú          |
|    | Ungheria (bandiera) |       | Panni Szegedi       |
|    | Ungheria (bandiera) |       | Tekla Szonja Aubéli |
|    | Ungheria (bandiera) |       | Panna Tiba          |
|    | Ungheria (bandiera) |       | Zoé Lendvay         |
|    | Ungheria (bandiera) |       | Eszter Varró        |

## Palmarès

### Trofei nazionali
- Campionato ungherese: 8

2015, 2016, 2017, 2018, 2019, 2021, 2022, 2024
- Coppe d'Ungheria: 7

2015, 2016, 2017, 2018, 2019, 2024, 2025

### Trofei internazionali
- Coppe LEN: 2

2017, 2023